# Pramote Sangskulrote
Pramote Sangskulrote (nascido em 5 de julho de 1952) é um ex-ciclista tailandês. Representou sua nação nos Jogos Olímpicos de Verão de 1972.